# 拉克斯山麓阿尔滕贝格
拉克斯山麓阿尔滕贝格（德語：Altenberg an der Rax）是奥地利施蒂利亚州米尔茨楚施拉格县的一个市镇。总面积57.56平方公里，总人口364人，人口密度6.3人/平方公里（31-12-2005年）。